# Hannibal von Lüttichau
Hannibal Siegfried Wolff Curt von Lüttichau (genannt Lüttichau-Bärenstein) (* 2. Februar 1915 in Dresden; † 29. Januar 2002 in Bonn) war ein deutscher Major der Panzertruppe im Zweiten Weltkrieg und Präsident der Deutschen Burgenvereinigung e.V. zur Erhaltung historischer Wehr- und Wohnbauten.

## Leben
Hannibal von Lüttichau war der Sohn von Siegfried von Lüttichau (* 1884) und dessen Ehefrau Margaret Soutter (* 1880).
Er trat 1934 in die Panzertruppe ein. Im Zweiten Weltkrieg diente er zunächst an der Westfront, dann als Oberleutnant im Panzerregiment 31 (5. Panzer-Division), mit dem er am Unternehmen Barbarossa (Angriff auf die Sowjetunion) teilnahm. Von Februar 1943 bis Juli 1943 führte von Lüttichau als Hauptmann den Panzerlehrgang für den Tiger-Panzer an der Panzerschule in Paderborn durch. Anschließend war er bis Oktober 1943 erster Kommandeur der schweren Panzer-Abteilung 509. Später wurde er Kommandeur der II. Abteilung des Panzer-Regiments 2, das im Januar 1945 der 553. Volksgrenadier-Division unterstellt war.
Aus dem Januar 1945 wird berichtet, dass von Lüttichau unter Hinweis auf den akuten Treibstoff- und Munitionsmangel seiner Einheiten einen Angriffsbefehl des Reichsführers SS Heinrich Himmler, der seit November 1944 Oberbefehlshaber der Oberrheinfront war, verweigerte. Himmler ordnete daraufhin von Lüttichaus Verhaftung an, doch dessen hohe Kriegsauszeichnungen bewahrten ihn vor einer Verurteilung.
Das Kriegsende erlebte Lüttichau als Major im Lazarett in Tegernsee, wo er sich von einer Gehirnoperation erholte, bei der die Splitter einer amerikanischen Handgranate entfernt worden waren. Hier machte er sich um die Rettung der Stadt verdient, indem er zunächst den Kommandeur einer SS-Einheit dazu bewog, das Feuer einzustellen und sich zurückzuziehen, und sich dann unbewaffnet durch die Hauptkampflinie zum amerikanischen Gefechtsstand bei Gmund durchschlug und den Amerikanern erklärte, dass Tegernsee und das gesamte Seetal Tausende verwundeter deutscher Soldaten und rund 12.000 zivile Kriegsflüchtlinge beherbergten und amerikanisches Artilleriefeuer ungezählte unbewaffnete Soldaten und Zivilisten in der überfüllten Stadt töten würde. Er versicherte, dass die deutschen Truppen sich bereits zurückgezogen hätten, und führte zum Beweis die Amerikaner selbst in die geräumte Stadt.

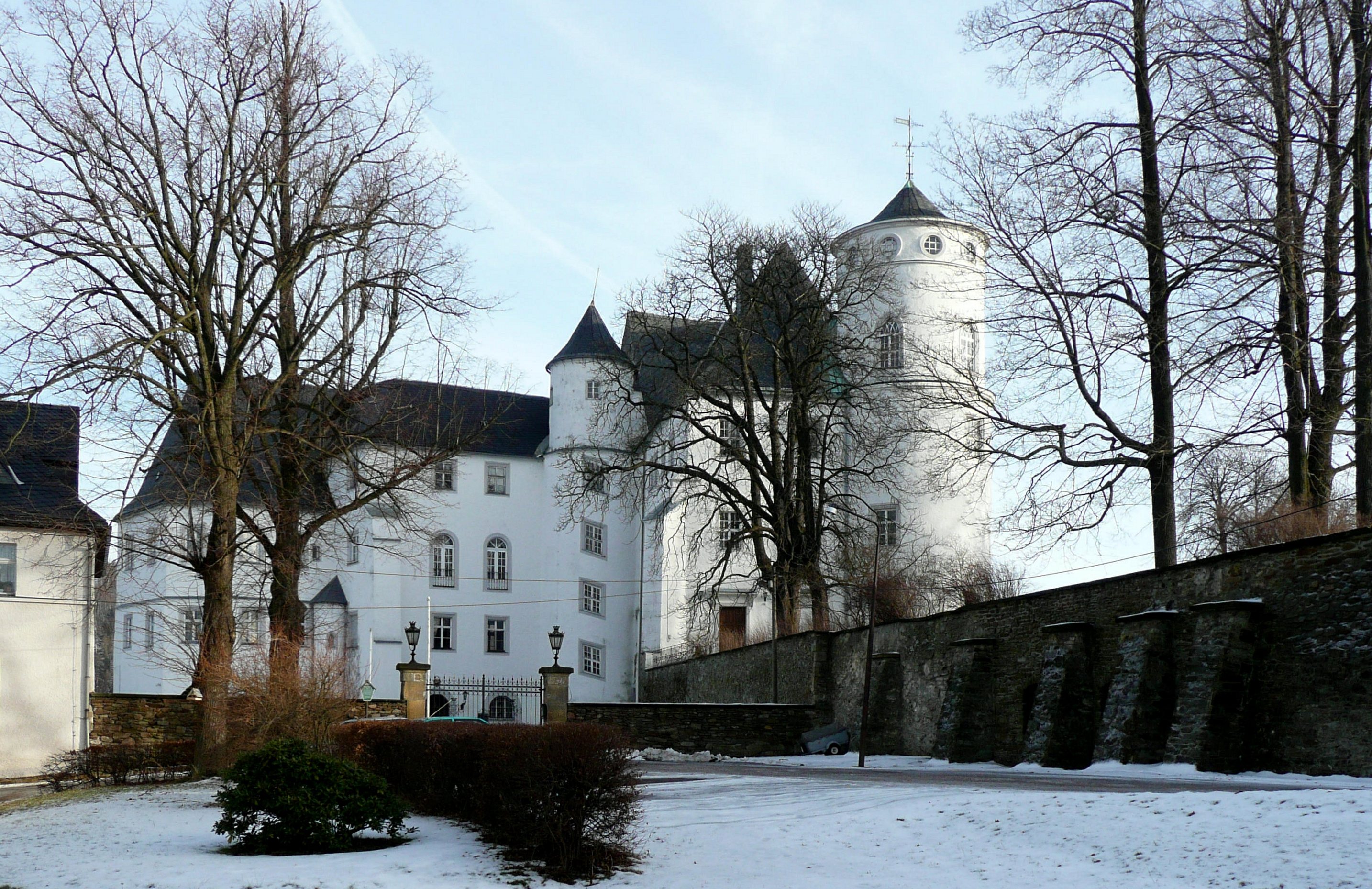
Schloss Bärenstein – Stammsitz der Familie (1816–1945)

Nach dem Zweiten Weltkrieg lebte von Lüttichau mit seiner Frau Angelika, einer Tochter des Reeders, Kunstsammlers und Landschaftsmalers Friedhelm Haniel, in Westdeutschland, nachdem die enteignete Familie 1945 ihren angestammten Familiensitz, Schloss Bärenstein im Osterzgebirge, hatte verlassen müssen. Er wurde Land- und Forstwirt sowie selbständiger Kaufmann, war nach der Währungsreform Mitglied des Aufsichtsrats bei der Westdeutschen Ytong AG und gründete 1952 die Kontakt-Leuchten KG in Bonn (1969 verkauft an STAFF Leuchten). Außerdem hielt er Beteiligungen an den Firmen REMA GmbH und Riebesel & Lüttichau Saatzucht KG. Von Lüttichau wohnte bis 1949 in Wistinghausen/Oerlinghausen, dann bis 1952 in Meerbusch-Büderich, bis 1954 in Remagen-Rolandswerth und schließlich auf dem Rodderberghof bei Bonn-Bad Godesberg. Seit 1959 war er ehrenamtlich im Präsidium der Deutschen Burgenvereinigung tätig, deren Präsident er von 1971 bis 1986 war. Seit 1958 war er Rechtsritter der sächsischen Genossenschaft des Johanniterordens. Im Jahr 1980 erhielt Hannibal von Lüttichau in Anerkennung seiner ehrenamtlichen Leistungen das Bundesverdienstkreuz am Bande verliehen.

## Orden
- Eisernes Kreuz zweiter und erster Klasse
- Deutsches Kreuz in Gold, am 18. Mai 1942 als Oberleutnant im Panzerregiment 31
- Ritterkreuz des Eisernen Kreuzes am 16. Januar 1945 als Hauptmann im Panzerregiment 2.
- Verwundetenabzeichen 1939 in Gold
- Bundesverdienstkreuz am Bande